# Ed Belski
Ed (Edmond) Belski, (Thivencelle (Fr.), 28 september 1924 - Heerlen, 13 augustus 2011) was een professioneel voetballer van de voormalige Nederlandse voetbalclub Fortuna '54 waar hij als doelman fungeerde.
Belski, geboren in het Franse Thivencelle, was van Poolse afkomst en speelde aanvankelijk als amateur bij het Kerkraadse Juliana. Bij de oprichting van de nieuwe profclub Fortuna '54, werd hij als een van de eerste profvoetballers van Nederland toegevoegd aan de selectie. Hij moest concurrentie aangaan met de fameuze doelman van het Nederlands Elftal, Frans de Munck, die al veel glorierijke jaren in buitenlandse competities had beleefd. Bij Fortuna speelde hij onder meer met de internationals Cor van der Hart, Jan Notermans, Faas Wilkes, Bram Appel, Frans de Munck en Bart Carlier. In zijn eerste jaren bij Fortuna '54 was voor hem alleen een rol als reservedoelman weggelegd, maar na het vertrek van de Munck in 1957 werd hij eerste doelman van de vooral internationaal succesvolle Fortunezen.
Hij keepte in de Eredivisie voor Fortuna in de competities 1957-1958 tot 1961-1962 en speelde in totaal 128 wedstrijden. Hij stond bekend als een gentleman keeper. Na zijn voetbalcarrière fungeerde hij een aantal jaren als trainer bij diverse Limburgse amateurclubs.